# Adam Jan Lewicki
Adam Jan Lewicki (ur. 24 grudnia 1895 we Sanoku , zm. 31 stycznia 1975) – podpułkownik dyplomowany piechoty Wojska Polskiego, kawaler Orderu Virtuti Militari.

## Życiorys
Syn Antoniego i Balbiny ze Stolarskich. Dzieciństwo i lata szkolne spędził we Lwowie, gdzie w 1914 ukończył IV Gimnazjum. Po wybuchu I wojny światowej służył w ramach formowanych Legionów Polskich w szeregach 4 pułku piechoty w składzie III Brygady. Po odzyskaniu przez Polskę niepodległości wstąpił do Wojska Polskiego. Brał udział w wojnie polsko-bolszewickiej 1920 w stopniu porucznika jako dowódca kompanii w 4 pułku piechoty Legionów. Za swoje czyny w wojnie otrzymał Order Virtuti Militari. Następnie został zweryfikowany do stopnia kapitana ze starszeństwem z dniem 1 czerwca 1919. Pozostał w 4 pp Leg., był oficerem sztabu. Był autorem publikacji pt. „Zarys historii wojennej 4-go pułku piechoty legionów” z 1929. Został awansowany do stopnia majora ze starszeństwem z dniem 1 stycznia 1928. Na wiosnę 1930 odbył staż w 2 pułku artylerii lekkiej. Od listopada 1930 do października 1932 był słuchaczem Wyższej Szkoły Wojennej; wówczas odbył XI Kurs Normalny od 5 stycznia 1931 do 1 listopada 1932. Od 1 listopada 1932 jako major dyplomowany służby stałej piechoty został delegowany do Departamentu Piechoty Ministerstwa Spraw Wojskowych. Od czerwca 1934 dowódca batalionu 74 Górnośląskiego pułku piechoty. 27 czerwca 1935 został awansowany na stopień podpułkownika piechoty ze starszeństwem z dniem 1 stycznia 1935. Od 4 lipca 1935 mianowany zastępcą dowódcy 2 pułku strzelców podhalańskich w Sanoku. Od 1937 do 1939 pracował w Centrum Wyszkolenia Piechoty w Rembertowie na stanowisku kierownika przedmiotu taktyk broni połączonych. Od wiosny 1939 służył w armii „Poznań” jako oficer do zleceń dowódcy, gen. Tadeusza Kutrzeby.
Po wybuchu II wojny światowej uczestniczył w kampanii wrześniowej, w tym w bitwie nad Bzurą i w obronie Warszawy, po której dostał się do niewoli niemieckiej. W okresie wojny był przetrzymywany w oflagach, w tym w Oflagu X B Nienburg (1939) i Oflagu X C Lubeka (1942). Po wojnie odzyskał wolność i powrócił do Polski. Zmarł 31 stycznia 1975, został pochowany na cmentarzu w Rembertowie.

## Ordery i odznaczenia
- Krzyż Srebrny Orderu Wojskowego Virtuti Militari nr 6209 – 17 maja 1922[8][9]
- Krzyż Niepodległości
- Krzyż Walecznych – dwukrotnie
- Złoty Krzyż Zasługi – 10 listopada 1938 „za zasługi w służbie wojskowej”[10]